# 1185
Portal Geschichte | Portal Biografien | Aktuelle Ereignisse | Jahreskalender | Tagesartikel

◄ |
11. Jahrhundert |
12. Jahrhundert
| 13. Jahrhundert | ►

◄ |
1150er |
1160er |
1170er |
1180er
| 1190er | 1200er | 1210er | ►

◄◄ |
◄ |
1181 |
1182 |
1183 |
1184 |
1185
| 1186 | 1187 | 1188 | 1189 | ► | ►►
Staatsoberhäupter  · Nekrolog
| Januar | Januar | Januar | Januar | Januar | Januar | Januar | Januar |
| Kw     | Mo     | Di     | Mi     | Do     | Fr     | Sa     | So     |
| ------ | ------ | ------ | ------ | ------ | ------ | ------ | ------ |
| 1      |        | 1      | 2      | 3      | 4      | 5      | 6      |
| 2      | 7      | 8      | 9      | 10     | 11     | 12     | 13     |
| 3      | 14     | 15     | 16     | 17     | 18     | 19     | 20     |
| 4      | 21     | 22     | 23     | 24     | 25     | 26     | 27     |
| 5      | 28     | 29     | 30     | 31     |        |        |        |

| Februar | Februar | Februar | Februar | Februar | Februar | Februar | Februar |
| Kw      | Mo      | Di      | Mi      | Do      | Fr      | Sa      | So      |
| ------- | ------- | ------- | ------- | ------- | ------- | ------- | ------- |
| 5       |         |         |         |         | 1       | 2       | 3       |
| 6       | 4       | 5       | 6       | 7       | 8       | 9       | 10      |
| 7       | 11      | 12      | 13      | 14      | 15      | 16      | 17      |
| 8       | 18      | 19      | 20      | 21      | 22      | 23      | 24      |
| 9       | 25      | 26      | 27      | 28      |         |         |         |

| März | März | März | März | März | März | März | März |
| Kw   | Mo   | Di   | Mi   | Do   | Fr   | Sa   | So   |
| ---- | ---- | ---- | ---- | ---- | ---- | ---- | ---- |
| 9    |      |      |      |      | 1    | 2    | 3    |
| 10   | 4    | 5    | 6    | 7    | 8    | 9    | 10   |
| 11   | 11   | 12   | 13   | 14   | 15   | 16   | 17   |
| 12   | 18   | 19   | 20   | 21   | 22   | 23   | 24   |
| 13   | 25   | 26   | 27   | 28   | 29   | 30   | 31   |

| April | April | April | April | April | April | April | April |
| Kw    | Mo    | Di    | Mi    | Do    | Fr    | Sa    | So    |
| ----- | ----- | ----- | ----- | ----- | ----- | ----- | ----- |
| 14    | 1     | 2     | 3     | 4     | 5     | 6     | 7     |
| 15    | 8     | 9     | 10    | 11    | 12    | 13    | 14    |
| 16    | 15    | 16    | 17    | 18    | 19    | 20    | 21    |
| 17    | 22    | 23    | 24    | 25    | 26    | 27    | 28    |
| 18    | 29    | 30    |       |       |       |       |       |

| Mai | Mai | Mai | Mai | Mai | Mai | Mai | Mai |
| Kw  | Mo  | Di  | Mi  | Do  | Fr  | Sa  | So  |
| 18  |     |     | 1   | 2   | 3   | 4   | 5   |
| 19  | 6   | 7   | 8   | 9   | 10  | 11  | 12  |
| 20  | 13  | 14  | 15  | 16  | 17  | 18  | 19  |
| 21  | 20  | 21  | 22  | 23  | 24  | 25  | 26  |
| 22  | 27  | 28  | 29  | 30  | 31  |     |     |
| --- | --- | --- | --- | --- | --- | --- | --- |

| Juni | Juni | Juni | Juni | Juni | Juni | Juni | Juni |
| Kw   | Mo   | Di   | Mi   | Do   | Fr   | Sa   | So   |
| ---- | ---- | ---- | ---- | ---- | ---- | ---- | ---- |
| 22   |      |      |      |      |      | 1    | 2    |
| 23   | 3    | 4    | 5    | 6    | 7    | 8    | 9    |
| 24   | 10   | 11   | 12   | 13   | 14   | 15   | 16   |
| 25   | 17   | 18   | 19   | 20   | 21   | 22   | 23   |
| 26   | 24   | 25   | 26   | 27   | 28   | 29   | 30   |

| Juli | Juli | Juli | Juli | Juli | Juli | Juli | Juli |
| Kw   | Mo   | Di   | Mi   | Do   | Fr   | Sa   | So   |
| ---- | ---- | ---- | ---- | ---- | ---- | ---- | ---- |
| 27   | 1    | 2    | 3    | 4    | 5    | 6    | 7    |
| 28   | 8    | 9    | 10   | 11   | 12   | 13   | 14   |
| 29   | 15   | 16   | 17   | 18   | 19   | 20   | 21   |
| 30   | 22   | 23   | 24   | 25   | 26   | 27   | 28   |
| 31   | 29   | 30   | 31   |      |      |      |      |

| August | August | August | August | August | August | August | August |
| Kw     | Mo     | Di     | Mi     | Do     | Fr     | Sa     | So     |
| ------ | ------ | ------ | ------ | ------ | ------ | ------ | ------ |
| 31     |        |        |        | 1      | 2      | 3      | 4      |
| 32     | 5      | 6      | 7      | 8      | 9      | 10     | 11     |
| 33     | 12     | 13     | 14     | 15     | 16     | 17     | 18     |
| 34     | 19     | 20     | 21     | 22     | 23     | 24     | 25     |
| 35     | 26     | 27     | 28     | 29     | 30     | 31     |        |

| September | September | September | September | September | September | September | September |
| Kw        | Mo        | Di        | Mi        | Do        | Fr        | Sa        | So        |
| --------- | --------- | --------- | --------- | --------- | --------- | --------- | --------- |
| 35        |           |           |           |           |           |           | 1         |
| 36        | 2         | 3         | 4         | 5         | 6         | 7         | 8         |
| 37        | 9         | 10        | 11        | 12        | 13        | 14        | 15        |
| 38        | 16        | 17        | 18        | 19        | 20        | 21        | 22        |
| 39        | 23        | 24        | 25        | 26        | 27        | 28        | 29        |
| 40        | 30        |           |           |           |           |           |           |

| Oktober | Oktober | Oktober | Oktober | Oktober | Oktober | Oktober | Oktober |
| Kw      | Mo      | Di      | Mi      | Do      | Fr      | Sa      | So      |
| ------- | ------- | ------- | ------- | ------- | ------- | ------- | ------- |
| 40      |         | 1       | 2       | 3       | 4       | 5       | 6       |
| 41      | 7       | 8       | 9       | 10      | 11      | 12      | 13      |
| 42      | 14      | 15      | 16      | 17      | 18      | 19      | 20      |
| 43      | 21      | 22      | 23      | 24      | 25      | 26      | 27      |
| 44      | 28      | 29      | 30      | 31      |         |         |         |

| November | November | November | November | November | November | November | November |
| Kw       | Mo       | Di       | Mi       | Do       | Fr       | Sa       | So       |
| -------- | -------- | -------- | -------- | -------- | -------- | -------- | -------- |
| 44       |          |          |          |          | 1        | 2        | 3        |
| 45       | 4        | 5        | 6        | 7        | 8        | 9        | 10       |
| 46       | 11       | 12       | 13       | 14       | 15       | 16       | 17       |
| 47       | 18       | 19       | 20       | 21       | 22       | 23       | 24       |
| 48       | 25       | 26       | 27       | 28       | 29       | 30       |          |

| Dezember | Dezember | Dezember | Dezember | Dezember | Dezember | Dezember | Dezember |
| Kw       | Mo       | Di       | Mi       | Do       | Fr       | Sa       | So       |
| -------- | -------- | -------- | -------- | -------- | -------- | -------- | -------- |
| 48       |          |          |          |          |          |          | 1        |
| 49       | 2        | 3        | 4        | 5        | 6        | 7        | 8        |
| 50       | 9        | 10       | 11       | 12       | 13       | 14       | 15       |
| 51       | 16       | 17       | 18       | 19       | 20       | 21       | 22       |
| 52       | 23       | 24       | 25       | 26       | 27       | 28       | 29       |
| 1        | 30       | 31       |          |          |          |          |          |

| Januar | Januar | Januar | Januar | Januar | Januar | Januar | Januar |
| Kw     | Mo     | Di     | Mi     | Do     | Fr     | Sa     | So     |
| ------ | ------ | ------ | ------ | ------ | ------ | ------ | ------ |
| 1      |        | 1      | 2      | 3      | 4      | 5      | 6      |
| 2      | 7      | 8      | 9      | 10     | 11     | 12     | 13     |
| 3      | 14     | 15     | 16     | 17     | 18     | 19     | 20     |
| 4      | 21     | 22     | 23     | 24     | 25     | 26     | 27     |
| 5      | 28     | 29     | 30     | 31     |        |        |        |

| Februar | Februar | Februar | Februar | Februar | Februar | Februar | Februar |
| Kw      | Mo      | Di      | Mi      | Do      | Fr      | Sa      | So      |
| ------- | ------- | ------- | ------- | ------- | ------- | ------- | ------- |
| 5       |         |         |         |         | 1       | 2       | 3       |
| 6       | 4       | 5       | 6       | 7       | 8       | 9       | 10      |
| 7       | 11      | 12      | 13      | 14      | 15      | 16      | 17      |
| 8       | 18      | 19      | 20      | 21      | 22      | 23      | 24      |
| 9       | 25      | 26      | 27      | 28      |         |         |         |

| März | März | März | März | März | März | März | März |
| Kw   | Mo   | Di   | Mi   | Do   | Fr   | Sa   | So   |
| ---- | ---- | ---- | ---- | ---- | ---- | ---- | ---- |
| 9    |      |      |      |      | 1    | 2    | 3    |
| 10   | 4    | 5    | 6    | 7    | 8    | 9    | 10   |
| 11   | 11   | 12   | 13   | 14   | 15   | 16   | 17   |
| 12   | 18   | 19   | 20   | 21   | 22   | 23   | 24   |
| 13   | 25   | 26   | 27   | 28   | 29   | 30   | 31   |

| April | April | April | April | April | April | April | April |
| Kw    | Mo    | Di    | Mi    | Do    | Fr    | Sa    | So    |
| ----- | ----- | ----- | ----- | ----- | ----- | ----- | ----- |
| 14    | 1     | 2     | 3     | 4     | 5     | 6     | 7     |
| 15    | 8     | 9     | 10    | 11    | 12    | 13    | 14    |
| 16    | 15    | 16    | 17    | 18    | 19    | 20    | 21    |
| 17    | 22    | 23    | 24    | 25    | 26    | 27    | 28    |
| 18    | 29    | 30    |       |       |       |       |       |

| Mai | Mai | Mai | Mai | Mai | Mai | Mai | Mai |
| Kw  | Mo  | Di  | Mi  | Do  | Fr  | Sa  | So  |
| 18  |     |     | 1   | 2   | 3   | 4   | 5   |
| 19  | 6   | 7   | 8   | 9   | 10  | 11  | 12  |
| 20  | 13  | 14  | 15  | 16  | 17  | 18  | 19  |
| 21  | 20  | 21  | 22  | 23  | 24  | 25  | 26  |
| 22  | 27  | 28  | 29  | 30  | 31  |     |     |
| --- | --- | --- | --- | --- | --- | --- | --- |

| Juni | Juni | Juni | Juni | Juni | Juni | Juni | Juni |
| Kw   | Mo   | Di   | Mi   | Do   | Fr   | Sa   | So   |
| ---- | ---- | ---- | ---- | ---- | ---- | ---- | ---- |
| 22   |      |      |      |      |      | 1    | 2    |
| 23   | 3    | 4    | 5    | 6    | 7    | 8    | 9    |
| 24   | 10   | 11   | 12   | 13   | 14   | 15   | 16   |
| 25   | 17   | 18   | 19   | 20   | 21   | 22   | 23   |
| 26   | 24   | 25   | 26   | 27   | 28   | 29   | 30   |

| Juli | Juli | Juli | Juli | Juli | Juli | Juli | Juli |
| Kw   | Mo   | Di   | Mi   | Do   | Fr   | Sa   | So   |
| ---- | ---- | ---- | ---- | ---- | ---- | ---- | ---- |
| 27   | 1    | 2    | 3    | 4    | 5    | 6    | 7    |
| 28   | 8    | 9    | 10   | 11   | 12   | 13   | 14   |
| 29   | 15   | 16   | 17   | 18   | 19   | 20   | 21   |
| 30   | 22   | 23   | 24   | 25   | 26   | 27   | 28   |
| 31   | 29   | 30   | 31   |      |      |      |      |

| August | August | August | August | August | August | August | August |
| Kw     | Mo     | Di     | Mi     | Do     | Fr     | Sa     | So     |
| ------ | ------ | ------ | ------ | ------ | ------ | ------ | ------ |
| 31     |        |        |        | 1      | 2      | 3      | 4      |
| 32     | 5      | 6      | 7      | 8      | 9      | 10     | 11     |
| 33     | 12     | 13     | 14     | 15     | 16     | 17     | 18     |
| 34     | 19     | 20     | 21     | 22     | 23     | 24     | 25     |
| 35     | 26     | 27     | 28     | 29     | 30     | 31     |        |

| September | September | September | September | September | September | September | September |
| Kw        | Mo        | Di        | Mi        | Do        | Fr        | Sa        | So        |
| --------- | --------- | --------- | --------- | --------- | --------- | --------- | --------- |
| 35        |           |           |           |           |           |           | 1         |
| 36        | 2         | 3         | 4         | 5         | 6         | 7         | 8         |
| 37        | 9         | 10        | 11        | 12        | 13        | 14        | 15        |
| 38        | 16        | 17        | 18        | 19        | 20        | 21        | 22        |
| 39        | 23        | 24        | 25        | 26        | 27        | 28        | 29        |
| 40        | 30        |           |           |           |           |           |           |

| Oktober | Oktober | Oktober | Oktober | Oktober | Oktober | Oktober | Oktober |
| Kw      | Mo      | Di      | Mi      | Do      | Fr      | Sa      | So      |
| ------- | ------- | ------- | ------- | ------- | ------- | ------- | ------- |
| 40      |         | 1       | 2       | 3       | 4       | 5       | 6       |
| 41      | 7       | 8       | 9       | 10      | 11      | 12      | 13      |
| 42      | 14      | 15      | 16      | 17      | 18      | 19      | 20      |
| 43      | 21      | 22      | 23      | 24      | 25      | 26      | 27      |
| 44      | 28      | 29      | 30      | 31      |         |         |         |

| November | November | November | November | November | November | November | November |
| Kw       | Mo       | Di       | Mi       | Do       | Fr       | Sa       | So       |
| -------- | -------- | -------- | -------- | -------- | -------- | -------- | -------- |
| 44       |          |          |          |          | 1        | 2        | 3        |
| 45       | 4        | 5        | 6        | 7        | 8        | 9        | 10       |
| 46       | 11       | 12       | 13       | 14       | 15       | 16       | 17       |
| 47       | 18       | 19       | 20       | 21       | 22       | 23       | 24       |
| 48       | 25       | 26       | 27       | 28       | 29       | 30       |          |

| Dezember | Dezember | Dezember | Dezember | Dezember | Dezember | Dezember | Dezember |
| Kw       | Mo       | Di       | Mi       | Do       | Fr       | Sa       | So       |
| -------- | -------- | -------- | -------- | -------- | -------- | -------- | -------- |
| 48       |          |          |          |          |          |          | 1        |
| 49       | 2        | 3        | 4        | 5        | 6        | 7        | 8        |
| 50       | 9        | 10       | 11       | 12       | 13       | 14       | 15       |
| 51       | 16       | 17       | 18       | 19       | 20       | 21       | 22       |
| 52       | 23       | 24       | 25       | 26       | 27       | 28       | 29       |
| 1        | 30       | 31       |          |          |          |          |          |

## Ereignisse

### Politik und Weltgeschehen

#### Japan

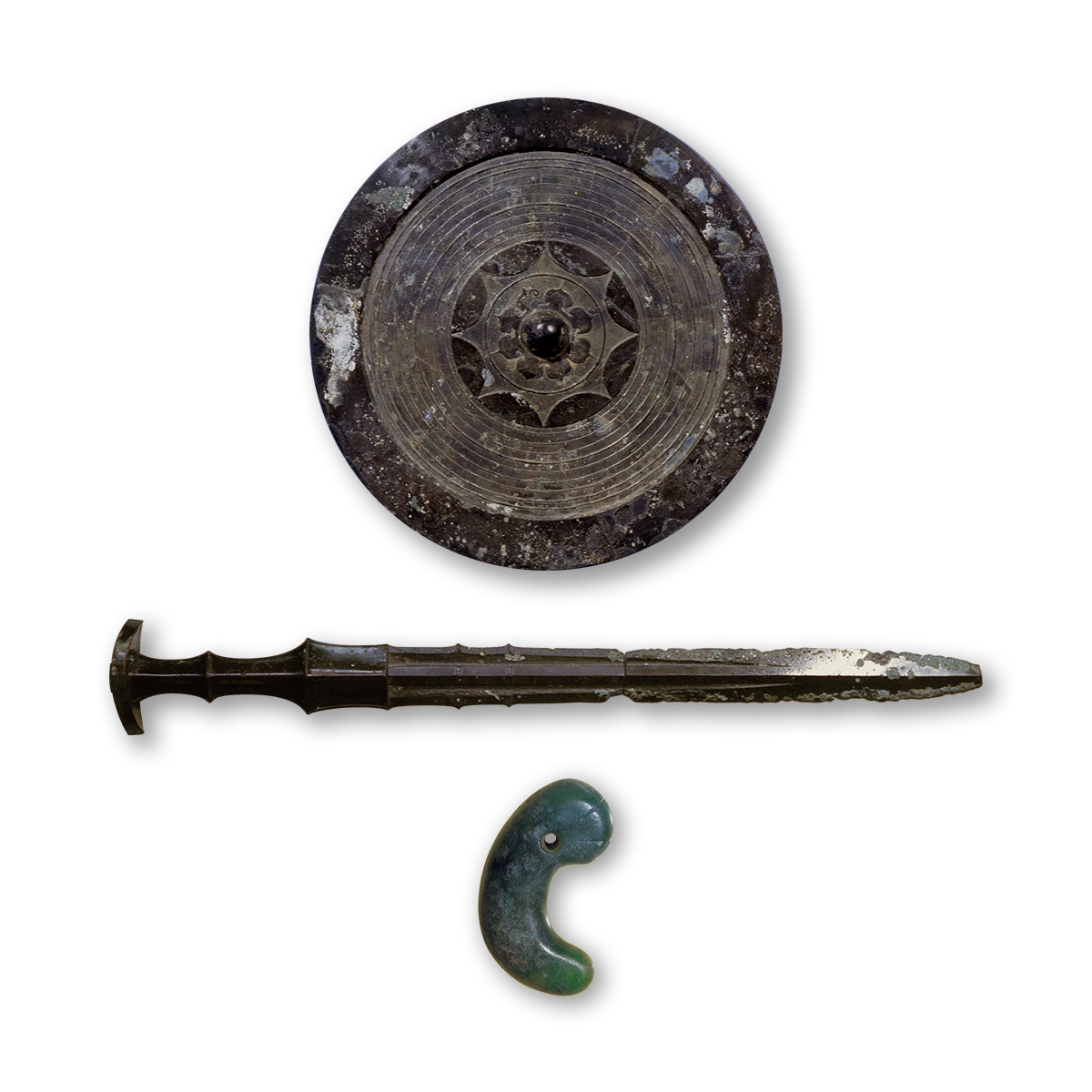
Künstlerische Interpretation der Throninsignien Japans

Nach einer langen Serie von Niederlagen zieht sich der Taira-Clan nach Yashima an der Küste von Shikoku an der Seto-Inlandsee zurück. Hier haben sie eine Festung und einen improvisierten Palast für den minderjährigen Kaiser Antoku und die Throninsignien Japans, die sie früher im Jahr in ihren Besitz bringen konnten. Minamoto no Yoshitsune trifft in Shikoku mit einer kleinen Streitmacht von nur etwa 100 Mann ein. Die meisten seiner Schiffe sind in einem Sturm zerstört worden oder verloren gegangen. Er wird jedoch durch einen Alliierten, Kajiwara Kagetoki, mit Nachschub versorgt. Da die Taira einen Seeangriff erwarten, lässt Minamoto no Yoshitsune im Rücken des Feindes Feuer anzünden, um die Taira glauben zu machen, dass eine große Streitmacht sich von Land nähere. Diese geben Festung und Palast auf und ziehen sich mit dem Kaiser und den Thronregalien auf ihre Schiffe zurück. 

Schlacht von Yashima

- 22. März: Die Samurai-Familie Minamoto siegt in der Schlacht von Yashima, aber die Mehrheit der Taira kann per Schiff nach Dan-no-ura entkommen.
- 25. April: Mit dem entscheidenden Sieg der Minamoto über die Taira in der Seeschlacht von Dan-no-ura endet der Gempei-Krieg in Japan, das nun fest in der Hand der Minamoto ist. Kaiser Antoku ertrinkt, das kaiserliche Schwert, eine der drei Reichsregalien Japans, versinkt im Meer.
- Die Kamakura-Zeit (Kamakura-Shogunat) in Japan beginnt. Minamoto no Yoritomo wird der mächtigste Mann im Staat, gerät aber in Konflikt mit seinem jüngeren Bruder Minamoto no Yoshitsune. Trotz mehrerer Loyalitätsschwüre seinem Bruder gegenüber wird Yoshitsune am 9. Oktober zum Tod verurteilt.

#### Byzantinisches Reich/Normannen in Süditalien
- Sommer: Auf Ersuchen des byzantinischen Thronprätendenten Alexios Komnenos führt der normannische König Wilhelm II. von Sizilien einen Feldzug in Griechenland, bei dem seine Truppen Dyrrhachion erobern und Thessaloniki plündern. In Thessaloniki wird Alexios am 24. August zum Gegenkaiser gegen Andronikos I. ausgerufen.

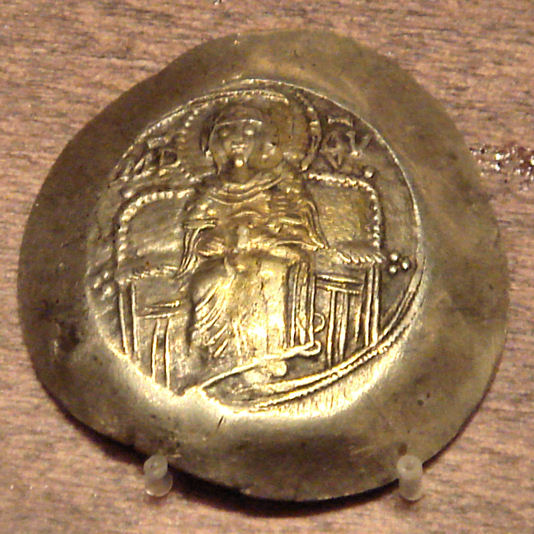
Elektron-Münze, Isaak II. Angelos

- 12. September: Isaak II. Angelos wird nach der Absetzung und Ermordung von Andronikos I. und seinem Sohn Johannes Komnenos zum Kaiser des byzantinischen Reichs erhoben.
- 7. November: In der Schlacht von Demetritzes besiegt das byzantinische Heer unter Alexios Branas das normannisch-sizilische Heer. Gegenkaiser Alexios Komnenos wird gefangen genommen und geblendet.
- Tankred von Lecce ist Befehlshaber der normannischen Flotte gegen Byzanz.

#### Weitere Ereignisse in Europa
- 6. Dezember: In Portugal besteigt König Sancho I. nach dem Tode seines Vaters Alfons I. als zweiter König aus dem Haus Burgund den Thron.
- 10. Dezember: Das Heer von Ottokar I. Přemysl, Herzog von Böhmen, schlägt die Truppen des Konrad III. Otto, Markgraf von Mähren, in der Schlacht bei Loděnice.
- Königin Tamar von Georgien gründet die Felsenstadt Wardsia.
- Feldzug des Fürsten Igor Swjatoslawitsch von Nowgorod-Sewersk, der im Igorlied beschrieben ist

#### Urkundliche Ersterwähnungen
- Erste urkundliche Erwähnung von Arni, Birrwil, Büren an der Aare, Burg Drežnik, Ehningen, Erlach, Gals, Islisberg, Kappel am Albis, Kirchlindach, Luzein, Menznau, Mitterteich, Müntschemier, Neustadt, Rüti bei Büren, Twann, Villmergen, Vlotho, Wilnsdorf und Wynigen

### Kultur und Religion
- 25. November: Uberto Crivelli, seit dem 9. Januar Erzbischof von Mailand, wird zum Papst gewählt. Er nimmt den Namen Urban III. an und wird am 1. Dezember gekrönt. Als Angehöriger einer Mailänder Familie steht er wie die meisten Lombarden in Opposition zu Kaiser Friedrich I. Barbarossa.
- Baubeginn der Temple Church (Templerkirche) in London (vollendet 1240)
- Nach einer Bauzeit von acht Jahren wird die Brücke von Avignon fertiggestellt.
- Nach 12-jährigen Bauarbeiten beginnt sich der auf drei Etagen angewachsene Campanile für den Dom zu Pisa zu neigen. Die Bauarbeiten in Pisa ruhen daraufhin für rund 100 Jahre.

### Katastrophen
- Der neuerliche Brand des Bamberger Doms führt zur Errichtung des heute bekannten Kathedralbaus.

## Geboren

### Geburtsdatum gesichert

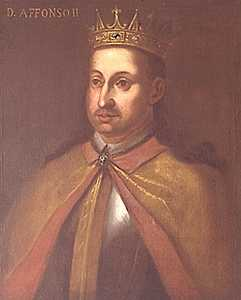
König Alfons II. von Portugal

- 23. April: Alfons II., König von Portugal († 1223)
- 7. Juli: ʿAbd al-Wāhid al-Marrākuschī, islamischer Historiograph und Gelehrter († um 1228)

### Genaues Geburtsdatum unbekannt
- Angelus der Karmelit, Heiliger († um 1220)
- Inge Bårdsson, König von Norwegen († 1217)
- Konstantin, Großfürst von Wladimir († 1218)
- Michael von Tschernigow, russischer Herrscher († 1246)
- Robert III., Graf von Dreux († 1234)
- Raimund-Roger Trencavel, Vizegraf von Carcassonne († 1209)

### Geboren um 1185
- Alexander von Hales, Franziskaner, Doctor irrefragibilis genannt († 1245)
- Engelbert von Berg, Erzbischof von Köln († 1225)
- Xacbert de Barbaira, okzitanischer Ritter und Faydit († um 1275)

## Gestorben

### Todesdatum gesichert
- 1. Januar: Gilla Brigte, Fürst von Galloway (* um 1126)
- 9. Februar: Dietrich von Landsberg und Eilenburg, Markgraf der Niederlausitz und Landsberg
- 16. März: Balduin IV., König von Jerusalem (* 1161)
- 31. März: Beatrix von Rethel, Königin von Sizilien (* 1130)
- 25. April: Antoku, Kaiser von Japan (* 1178)
- 25. April: Taira no Tomomori, japanischer Clanführer und Samurai (* 1152)
- 11. Juni: Konrad II. von Raitenbuch, Bischof von Regensburg
- 16. Juni: Richeza von Everstein, polnische Adlige (* um 1135)
- 18. Juni: Gunzelin I., Graf von Schwerin (* um 1127)
- 18. Juli: Stefan von Uppsala, schwedischer Geistlicher und erster Erzbischof von Alt-Uppsala
- 25. Juli: Arducius de Faucigny, Bischof von Genf
- 12. September: Andronikos I., byzantinischer Kaiser (* um 1122)
- kurz nach 12. September: Johannes Komnenos, byzantinischer Mitkaiser (* 1159)
- 14. Oktober: Alan von Auxerre, Bischof von Auxerre
- 28. Oktober: Ludwig III. von Arnstein, Graf und Klostergründer (* 1109)
- 25. November: Lucius III., Papst von 1181 bis 1185 (* um 1097)
- 6. Dezember: Alfons I., erster König von Portugal (* 1109)

### Genaues Todesdatum unbekannt
- Anno, Bischof von Minden
- Bhaskara II., indischer Mathematiker (* 1114)
- Uberto Allucingoli, Kardinal der katholischen Kirche
- Hywel ap Ieuaf, walisischer Kleinkönig
- Taira no Shigehira, japanischer Clanführer und Samurai (* 1158)
- Ibn Tufail, arabisch-andalusischer Philosoph, Astronom, Arzt, Mathematiker und Sufi (* 1110)